# Misure cautelari
Le misure cautelari, nel diritto  italiano, sono misure di vario tipo e di diversa gravità che possono essere disposte prima di un procedimento o durante lo stesso. Ci sono provvedimenti aventi questa natura sia nel diritto processuale civile sia nel diritto processuale penale. Inoltre anche il processo amministrativo conosce istituti cautelari. In complesso esse apprestano la tutela cautelare.

## Nel processo civile
Nel diritto processuale civile le misure cautelari sono dei provvedimenti ottenuti con la proposizione di un'azione cautelare rivolti a evitare in via provvisoria prima del processo o durante il tempo necessario perché questo si svolga, che vengano irrimediabilmente pregiudicate le condizioni o i beni occorrenti per il fruttuoso esercizio di un'azione di cognizione o un'azione esecutiva.
I provvedimenti cautelari sono disciplinati agli artt. 669-bis - 669-quaterdecies del c.p.c. Sono considerati "sommari" perché si compongono in una struttura bifasica dove nella prima fase il giudice cautelare (individuato nel Tribunale Monocratico che sarebbe competente per il merito) accoglie (art. 669-octies) o rigetta (art. 669-septies) la richiesta di autorizzazione della misura cautelare con ordinanza e sulla base della sussistenza o meno dei due requisiti propri del ricorso cautelare (il periculum in mora e il fumus boni iuris); mentre nella seconda fase si instaura il giudizio a cognizione piena che integra il principio del contraddittorio e il principio dispositivo a tutela della difesa delle parti. Il giudizio cautelare instaurato a seguito dell'esercizio è strumentalmente collegato a quello di merito: esso si conclude con un'ordinanza di carattere provvisorio, proprio perché la tutela cautelare è volta a porre rimedio ai rischi che derivano dalla durata del processo.
Nel caso in cui il giudice, durante la prima fase, decida di emettere il provvedimento inaudita altera parte e solo nel caso in cui la comparizione della controparte possa pregiudicare seriamente l'attuazione del provvedimento, il giudice provvede con decreto motivato, fissando l'udienza di comparizione entro un termine perentorio di 15 giorni nonché fissando alla parte che ne ha fatto richiesta un termine perentorio di 8 giorni per la notificazione del decreto e del ricorso. In questo caso il contraddittorio si intende "differito" a udienza successiva, altrimenti il giudice, sentite le parti e omessa ogni formalità non necessaria del contraddittorio, dichiara con ordinanza il provvedimento cautelare.
In caso di rigetto o di ordinanza con la quale il giudice si dichiara incompetente, il procedimento perde efficacia ma non pregiudica la riproposizione della domanda qualora si provino mutamenti delle circostanze o vi siano nuove ragioni di fatto o in diritto. Se il giudice emette ordinanza di accoglimento della misura cautelare (tranne che si tratti di provvedimenti d'urgenza o col carattere dell'anticipatorietà ex art. 700 c.p.c.) qualora sia emessa ante causam, fissa con termine perentorio che il procedimento sia instaurato entro 60 giorni davanti al giudice competente per il merito. Entrambi i giudici possono modificare o revocare il provvedimento, a richiesta di parte e solo sulla base di mutamenti delle circostanze e allegazione di fatti anteriori ma non conosciuti prima dell'instaurazione del giudizio sommario.
L'attuazione della misura cautelare si svolge ai sensi dell'art. 491 se ha come oggetto una somma di denaro davanti al giudice dell'esecuzione. Se invece riguarda consegna o rilascio di cose determinate o di una quantità determinata di cose fungibili o riguarda obblighi di fare o di non fare, queste misure vengono prese direttamente dal giudice cautelare il quale può provvedere nel senso che ritiene più opportuno.
Contro l'ordinanza o il decreto che accoglie o rigetta il provvedimento cautelare non è più ammessa opposizione bensì reclamo ex art. 669-terdecies entro il termine perentorio di 15 giorni che decorrono dalla notificazione o comunicazione del provvedimento che si vuole reclamare.
La competenza in sede di reclamo è attribuita al Tribunale in composizione collegiale o alla Corte d'Appello se la misura è stata richiesta in secondo grado. Il reclamo non sospende l'esecuzione dell'ordinanza tranne che se si prova che questo possa pregiudicare il soggetto passivo con grave e irreparabile danno.

## Nel processo amministrativo
Il ricorrente può richiedere al giudice amministrativo di porre in essere tutti i provvedimenti che riterrà opportuni per la tutela della pretesa, secondo la fondatezza del fumus boni iuris e del periculum in mora, fra cui anche i provvedimenti cautelari innominati ex art. 700 c.p.c. (art. 21 c. 8 L. TAR). In particolare, le misure cautelari nel processo amministrativo sono previste e disciplinate negli artt. 55 e ss. Le misure cautelari possono essere, nel processo amministrativo, di tre tipologie.
All'art. 55 c.p.a. sono previste le misure cautelari collegiali, ovvero quelle misure che possono essere richieste dal ricorrente, allegando di subire un pregiudizio grave ed irreparabile durante il tempo necessario a giungere alla decisione sul ricorso: si chiede perciò l'emanazione di misure cautelari che appaiono, secondo le circostanze, più idonee ad assicurare interinalmente gli effetti della decisione sul ricorso. Tra le misure richieste potrà esservi anche l'ingiunzione a pagare una somma in via provvisoria o l'adozione di un atto emendato dai vizi di tipo istruttorio, procedimentale o anche sostanziale già chiaramente riscontrati in sede di cognizione cautelare (c.d. tecnica del remand). Il collegio si pronuncerà sulla richiesta con ordinanza emessa in camera di consiglio.
Nell'art. 56, sono invece previste le misure cautelari monocratiche, ovvero misure cautelari provvisorie richieste prima che vi sia stata la trattazione della domanda cautelare da parte del collegio (ex art. 55), quando vi sia estrema gravità ed urgenza, tale da non consentire neppure la dilazione fino alla data della camera di consiglio.
La domanda cautelare, inoltre, è improcedibile finché non è presentata l'istanza di fissazione d'udienza per il merito, salvo che essa debba essere fissata d'ufficio. Il presidente provvede sulla domanda solo se ritiene la competenza del tribunale amministrativo regionale, altrimenti rimette le parti al collegio per i provvedimenti di cui all'articolo 55, comma 13. Il presidente o un magistrato da lui delegato verifica che la notificazione del ricorso si sia perfezionata nei confronti dei destinatari o almeno della parte pubblica e di uno dei controinteressati e provvede con decreto motivato non impugnabile.
L'art. 61 c.p.a. invece prevede le misure cautelari anteriori alla causa (c.d. ante causam), ovvero misure richieste dal ricorrente in caso di eccezionale gravità e urgenza, tale da non consentire neppure la previa notificazione del ricorso e la domanda di misure cautelari provvisorie con decreto presidenziale. In questo caso, il ricorrente potrà richiedere misure interinali e provvisorie che appaiono indispensabili durante il tempo occorrente per la proposizione del ricorso di merito e della domanda cautelare in corso di causa.

## Nel procedimento penale
Le misure cautelari sono disciplinate dal Libro IV del c.p.p. Sono disposte dall'autorità giudiziaria, sia nel corso delle indagini preliminari sia nella fase processuale. Le distinguono tra:
- misure cautelari personali, distinte a loro volta tra coercitive e interdittive;
- misure cautelari reali.